# De chez Rector à l'auberge Claremont
Pour plus de détails, voir Fiche technique et Distribution.
 De chez Rector à l'auberge Claremont  (Rector’s to Claremont) est un film américain réalisé par Edwin S. Porter, sorti en 1904.

## Synopsis
À New York, à la sortie de "chez Rector", un restaurant célèbre et luxueux (fermé en 1914) à l'intersection de Broadway et de la 44e rue, plusieurs jeunes femmes rieuses montent dans un landau tiré par quatre chevaux, accompagnées de quelques jeunes hommes. L’attelage démarre, laissant sur place un homme plus âgé qui se met à courir pour le rattraper. À chaque fois qu’il a l’occasion de saisir l’arrière de la haute voiture et tente de monter à bord, il trébuche et roule sur la chaussée. Le joyeux et insouciant équipage fait un passage éclair auprès du tombeau du général Ulysses Grant (le General Grant National Memorial), toujours poursuivi par le traînard, et arrive enfin au lieu choisi, l’auberge "Claremont"… un autre restaurant huppé, qui dominait l'Hudson au nord de Manhattan, établissement lui aussi disparu depuis, dont le nombreux personnel accueille triomphalement les fêtards.

## Fiche technique
- Titre : De chez Rector à l'auberge Claremont
- Titre original : Rector's to Claremont
- Réalisation : Edwin S. Porter
- Production : Edison Manufacturing Company
- Pays :  États-Unis
- Format : 35 mm, noir et blanc, muet
- Durée : 3 min 47 s
- Date de sortie : 1904